# Magdalena Grochowska
Magdalena Grochowska ist eine polnische Publizistin und Schriftstellerin.

## Leben
Grochowska beendete ein Studium der Journalistik an der Universität Warschau. Danach arbeitete in den Zeitschriften Głos Nauczycielski, Przegląd Tygodniowy und Życie Warszawy. Seit 1996 ist sie Reporterin für die Gazeta Wyborcza. Für ihre Biografie über Jerzy Giedroyc wurde sie mit dem Publikumspreis des Nike-Literaturpreises ausgezeichnet.

## Publikationen
- Wytrąceni z milczenia, 2005
- Jerzy Giedroyc. Do Polski ze snu, 2009
- Ćwiczenia z niemożliwego 2012

## Auszeichnungen
- 2010: Publikumspreis des Nike-Literaturpreises für Jerzy Giedroyc. Do Polski ze snu